# Cranny
Cranny (en irlandais : An Chrannaigh) est un petit village dans le comté de Clare, en Irlande.

## Géographie
Cranny se trouve sur les rives de la rivière Cloon qui se jette dans l'estuaire de la Shannon à Clonderlaw Bay.

## Commodités
Le club local de la Gaelic Athletic Association, Coolmeen GAA,  a été fondé en 1887, trois ans après la création de l'association. Coolmeen GAA a gagné le championnat de football senior du comté de Clare en 1919 et 1921, le championnat de football de Clare en 1959, 1966 et 1967 et le championnat de football junior A de Clare en 1958, 1964, 1983 et 1999.
La paroisse possède une école publique.
The Cranny N.S. est une école primaire catholique mixte.

## Personnalités locales
- Peadar Clancy, armée républicaine irlandaise (IRA).